# باغ فراموش‌شده
باغ فراموش‌شده (انگلیسی: The Forgotten Garden) عنوان رمانی است از کیت مورتون نویسنده استرالیایی که در سال ۲۰۰۸ منتشر گردید.